# Ренська Весь (гміна)
Гміна Ренська Весь (пол. Gmina Reńska Wieś) — сільська гміна у південно-західній Польщі. Належить до Кендзежинсько-Козельського повіту Опольського воєводства.
Станом на 31 грудня 2011 у гміні проживало 8244 особи.

## Площа
Згідно з даними за 2007 рік площа гміни становила 97.91 км², у тому числі:
- орні землі: 82.00%
- ліси: 10.00%

Таким чином, площа гміни становить 15.66% площі повіту.

## Населення
Станом на 31 грудня 2011:
| Опис     | Загалом | Загалом | Чоловіки | Чоловіки | Жінки | Жінки |
| -------- | ------- | ------- | -------- | -------- | ----- | ----- |
| одиниця  | осіб    | %       | осіб     | %        | осіб  | %     |
| все      | 8244    | 100     | 3989     | 48.39    | 4255  | 51.61 |
| міське   | 0       | 100     | 0        |          | 0     |       |
| сільське | 8244    | 100     | 3989     | 48.39    | 4255  | 51.61 |

## Сусідні гміни
Гміна Ренська Весь межує з такими гмінами: Вальце, Ґлоґувек, Здзешовіце, Кендзежин-Козьле, Павловічкі, Польська Церекев, Цисек.